# Lidya Djaelawijaya
Lidya Djaelawijaya (* 15. Oktober 1974 in Tasikmalaya) ist eine ehemalige indonesische Badmintonspielerin.

## Karriere
Lidya Djaelawijaya gewann 2001 Silber bei den Südostasienspielen. 1999 siegte sie bei den Indonesia Open. Bei den Olympischen Sommerspielen 2000 wurde sie 9. im Dameneinzel. Bereits 1995 hatte sie die Russian Open für sich entscheiden können.

## Erfolge
| Saison | Veranstaltung     | Disziplin   | Platz | Name                                 |
| ------ | ----------------- | ----------- | ----- | ------------------------------------ |
| 1992   | German Juniors    | Dameneinzel | 1     | Lidya Djaelawijaya                   |
| 1995   | Südostasienspiele | Dameneinzel | 3     | Lidya Djaelawijaya                   |
| 1995   | Russian Open      | Dameneinzel | 1     | Lidya Djaelawijaya                   |
| 1997   | Indonesia Open    | Dameneinzel | 5     | Lidya Djaelawijaya                   |
| 1998   | Hong Kong Open    | Dameneinzel | 2     | Lidya Djaelawijaya                   |
| 1998   | Indonesia Open    | Dameneinzel | 5     | Lidya Djaelawijaya                   |
| 1998   | Indonesia Open    | Damendoppel | 5     | Lidya Djaelawijaya / Cindana Hartono |
| 1999   | Indonesia Open    | Dameneinzel | 1     | Lidya Djaelawijaya                   |
| 2000   | Indonesia Open    | Dameneinzel | 3     | Lidya Djaelawijaya                   |
| 2001   | Südostasienspiele | Dameneinzel | 2     | Lidya Djaelawijaya                   |
| 2001   | Indonesia Open    | Dameneinzel | 3     | Lidya Djaelawijaya                   |